# Červená Třemešná
Červená Třemešná – gmina w Czechach, w powiecie Jiczyn, w kraju hradeckim. Według danych z dnia 1 stycznia 2014 liczyła 158 mieszkańców.